# إليزه ك. مورتون
إليزه ك. مورتون (بالإنجليزية: Katherine Elizabeth Morton)‏ هي صحفية نيوزيلندية، ولدت في 5 أكتوبر 1885، وتوفيت في 21 أغسطس 1968.